# Munglinup-folyó
A Munglinup Nyugat-Ausztrália Goldfields-Esperance régiójában található időszakos vízfolyás. A folyó fő ága a Cheadanup Nature Reserve természetvédelmi terület közelében ered, majd dél felé folytatja útját főleg mezőgazdasági vidékek közt. Útja során a folyó Munglinup közelében áthalad a South Coast Highway alatt, majd ezután nem sokkal beletorkollik az Oldfield-folyóba mintegy 8 kilométernyire a tengerparttól. A folyó mentén egy zöld folyosót alakít ki, amelyet elsősorban állattartás céljából megműveltek és mára csak nagyjából 15%-át fedi a területnek az eredeti természetes növénytakaró. A folyómederben csak a téli hónapokban van víz, ám az is sós.
A folyó egyetlen mellékfolyója a Clayhole Creek.
A munglinup egy őslakos kifejezés, amelynek mai napig sem tudjuk jelentését. E földrajzi elnevezést először CD Price használta 1875-ben. A Dempster testvérek használták ezen elnevezést a juhtenyésztő farmjukra 1860-ban.

## Fordítás
Ez a szócikk részben vagy egészben  a   Munglinup River című angol Wikipédia-szócikk ezen változatának fordításán alapul.  Az eredeti cikk szerkesztőit annak laptörténete sorolja fel. Ez a jelzés csupán a megfogalmazás eredetét és a szerzői jogokat jelzi, nem szolgál a cikkben szereplő információk forrásmegjelöléseként.